# Leiocephalus barahonensis
Espèce
Synonymes
- Leiocephalus beatanus Noble, 1923
- Leiocephalus altavelensis Noble & Hassler, 1933
- Leiocephalus personatus aureus Cochran, 1934

Leiocephalus barahonensis est une espèce de sauriens de la famille des Leiocephalidae.

## Répartition
Cette espèce est endémique d'Hispaniola.

## Liste des sous-espèces
Selon The Reptile Database (22 mars 2013) :
- Leiocephalus barahonensis altavelensis Noble & Hassler, 1933
- Leiocephalus barahonensis aureus Cochran, 1934
- Leiocephalus barahonensis barahonensis Schmidt, 1921
- Leiocephalus barahonensis beatanus Noble, 1923
- Leiocephalus barahonensis oxygaster Schwartz, 1967

## Étymologie
Son nom d'espèce, composé de barahon et du suffixe latin -ensis, « qui vit dans, qui habite », lui a été donné en référence au lieu de sa découverte, la péninsule de Barahona.

## Publications originales
- Cochran, 1934 : Herpetological collections made in Hispaniola by the Utowana Expedition, 1934. Occasional Papers of the Boston Society of Natural History, vol. 8, p. 163-188 (texte intégral).
- Noble, 1923 : Trailing the rhinoceros iguana. Natural History, vol. 23, no 6, p. 541-558 (texte intégral).
- Noble & Hassler, 1933 : Two new species of frogs, five new species and a new race of lizards from the Dominican Republic. American Museum Novitates, no 652, p. 1-17 (texte intégral).
- Schmidt, 1921 : Notes on the herpetology of Santo Domingo. Bulletin of the American Museum of Natural History, vol. 44, no 2, p. 7-20 (texte intégral).
- Schwartz, 1967 : The Leiocephalus (Lacertilia: Iguanidae) of Hispaniola. II. The Leiocephalus personatus complex. Tulane Studies in Zoology, vol. 14, p. 1-53 (texte intégral).